# St. Leon (Indiana)
St. Leon es un pueblo ubicado en el condado de Dearborn en el estado estadounidense de Indiana. En el Censo de 2010 tenía una población de 678 habitantes y una densidad poblacional de 37,44 personas por km².

## Geografía
St. Leon se encuentra ubicado en las coordenadas 39°17′58″N 84°58′00″O / 39.29944, -84.96667. Según la Oficina del Censo de los Estados Unidos, St. Leon tiene una superficie total de 18.11 km², de la cual 18.08 km² corresponden a tierra firme y (0.13%) 0.02 km² es agua.

## Demografía
Según el censo de 2010, había 678 personas residiendo en St. Leon. La densidad de población era de 37,44 hab./km². De los 678 habitantes, St. Leon estaba compuesto por el 98.08% blancos, el 0.15% eran afroamericanos, el 0% eran amerindios, el 0.59% eran asiáticos, el 0% eran isleños del Pacífico, el 0.44% eran de otras razas y el 0.74% pertenecían a dos o más razas. Del total de la población el 0.29% eran hispanos o latinos de cualquier raza.